# Appollinaire Yinra
Appollinaire Yinra, né le 1er janvier 1998, est un athlète camerounais spécialiste du saut en longueur.

## Biographie

### Enfance, débuts et études
Appollinaire Yinra est né au Cameroun.

### Carrière sportive
Yinra fait ses débuts internationaux en 2018 lors des Championnats d'Afrique à Asaba, où il termine 13e en saut en longueur avec un saut de 7,47 m. L'année suivante, il se classe 12e aux Jeux Africains de Rabat avec un saut de 7,02 m, puis obtient également la 12e place aux Championnats d'Afrique d'athlétisme 2022 avec 7,08 m,. Il décroche la 6e place aux Jeux de la Solidarité Islamique à Konya avec un saut de 7,77 m. En 2023, il s'impose aux Jeux de la Francophonie à Kinshasa avec un saut de 7,99 m, En Juin, il termine 7e en saut en longueur lors des Championnats d'Afrique à Douala avec un saut de 7,57 m.

## Distinctions
- En 2022, il remporte la médaille d'or au Grand Prix International CAA de Douala dans la catégorie du saut en longueur masculin avec un saut de 7,56 m[7].
- Médaille de bronze aux Jeux Africains d'Accra avec 7,71 m[8].